# بانگوئد
بانگوئد شهری است در کشور فیلیپین. این شهر مرکز استان آبرا در شمال کشور فیلیپین است. جمعیت آن در سال ۲۰۰۷ بالغ بر چهل و شش هزار نفر بوده است .